# Renaissance (Renaissance)
| Recensione              | Giudizio        |
| ----------------------- | --------------- |
| AllMusic                | [ 1 ]           |
| Discogs                 | [ 2 ]           |
| Sputnikmusic            | 4.0 (Excellent) |
| Dizionario del Pop-Rock | [ 4 ]           |

Renaissance è il primo album in studio dell'omonimo gruppo di rock progressivo britannico Renaissance pubblicato nel 1969 dalla Island. 

## Il disco
Il disco è stato rimasterizzato dalla Mooncrest Records nel 1998 con il nome Innocence.

## Tracce

### LP
Lato A
1. Kings and Queens – 10:55 (Keith Relf, Jim McCarty)
2. Innocence – 7:05 (Keith Relf, Jim McCarty)

Lato B
1. Island – 5:57 (Keith Relf, Jim McCarty)
2. Wanderer – 4:00 (John Hawken, Jim McCarty)
3. Bullet – 11:24 (Keith Relf, Jim McCarty)

### CD 1995
1. Kings and Queens – 10:58 (Keith Relf, Jim McCarty)
2. Innocence – 7:09 (Keith Relf, Jim McCarty)
3. Island – 5:59 (Keith Relf, Jim McCarty)
4. Wanderer – 4:04 (Jim McCarty, John Hawken)
5. Bullet – 11:26 (Keith Relf, Jim McCarty)
6. The Sea – 3:05 (Keith Relf, Jim McCarty) – Bonus Track
7. Island – 3:36 (Keith Relf, Jim McCarty) – Bonus Track - Single Version

### CD 1998
1. Kings and Queens – 10:59 (Keith Relf, Jim McCarty)
2. Innocence – 7:10 (Keith Relf, Jim McCarty)
3. Island – 6:01 (Keith Relf, Jim McCarty)
4. Wanderer – 4:05 (John Hawken, Jim McCarty)
5. Bullet – 11:27 (Keith Relf, Jim McCarty)
6. The Sea – 3:06 (Keith Relf, Jim McCarty)
7. Island – 3:38 (Keith Relf, Jim McCarty)
8. Prayer for Light – 5:28 (Jim McCarty)
9. Walking Away – 4:20 (Jim McCarty)
10. Shining Where the Sun Has Been – 2:53 (Keith Relf, Jim McCarty)
11. All the Fallen Angels – 5:28 (Keith Relf)

- Brani nr.: 1, 2, 3, 4 e 5 dall'album originale Renaissance
- Brani nr.: 6 e 7 pubblicati nel 1969 solo come singoli
- Brani nr.: 8 e 9 usati come colonna sonora del film Schism del 1971

## Formazione
- Keith Relf - voce di supporto, chitarra, armonica
- Jim McCarty - percussioni, cantante|voce di supporto
- Jane Relf - voce solista, percussioni
- John Hawken - pianoforte, clavicembalo
- Louis Cennamo - chitarra basso

### Personale
- Paul Samwell-Smith - produttore
- Registrazioni effettuate al Olympic Sound Studios di Londra (Inghilterra), 1969
- Andrew Johns - ingegnere delle registrazioni
- John Clamps - fotografia (al Victori and Albert Museum, The Downfall of Icarus di Genisson)
- Jack Levy - design album[6]

## Edizioni (parziale)
- 1969 - Renaissance (Island Records, ILPS 9114, LP)
- 1995 - Renaissance (Repertoire Records, REP 4512-WY, CD)
- 1998 - Innocence (Mooncrest Records, CRESTCD 033, CD)